# الرحلة الثامنة للسندباد
الرحلة الثامنة للسندباد واحدة من أهم مسرحيات الكاتب الإیرانی بهرام بيضائي. كتبت في عام 1964.